# سیارک ۱۲۶۲۵
سیارک ۱۲۶۲۵ (به انگلیسی: 12625 Koopman، نامگذاری:9578P-L) دوازده هزار و ششصد و بیست و پنجمین سیارک کشف شده‌است که در ۱۷ اکتبر ۱۹۶۰ کشف شد.